# Domuyo
Domuyo – stratowulkan w Patagonii w argentyńskiej prowincji Neuquén. Znajduje się na Pustyni Patagońskiej. Z wysokością 4702 m n.p.m. jest najwyższym szczytem Patagonii i nazywany jest jej dachem (hiszp. El techo de la Patagonia).
Wulkan powstał prawdopodobnie w późnym plejstocenie albo holocenie. Jego kaldera ma 15 km szerokości i znajduje się w niej 14 dacytowych kopuł wulkanicznych. Pięć innych leży poza kalderą. Data ostatniej erupcji jest nieznana.
Nazwa góry pochodzi z mapudungun i oznacza „kobiecy szczyt” (domu – kobieta, yo – szczyt, wierzchołek). Związana jest z legendą o kobiecie ukrytej w górze, strzeżonej przez byka i konia.